# 机密报
机密报（西班牙語：El Confidencial）是西班牙的一份線上報紙，主要报道政治和金融新闻。它于2001年创刊，是西班牙第一家网络原生报纸。

## 立场
该报的报道立场偏向自由主义。它设有一个专题，独家提供巴拿馬文件涉事人士的名单与相关新闻。
2016年，西班牙大型传媒公司普利沙集团以不正当竞争为理由对机密报提出上诉，并提出高达820万欧元的赔偿金。